# خوسيه أنطونيو مونيوث سيرانو
خوسيه أنطونيو مونيوث سيرانو (بالإسبانية: José Antonio Muñoz Serrano)‏ هو سياسي مكسيكي، ولد في 12 أغسطس 1967 في المكسيك. حزبياً، نشط في حزب العمل الوطني. وقد انتخب عضو مجلس النواب المكسيك.